# Eumecocera lineata
Eumecocera lineata är en skalbaggsart som först beskrevs av J. Linsley Gressitt 1951.  Eumecocera lineata ingår i släktet Eumecocera och familjen långhorningar. Inga underarter finns listade i Catalogue of Life.